# Aristolochia daemoninoxia
Aristolochia daemoninoxia là một loài thực vật có hoa trong họ Aristolochiaceae. Loài này được Mast. mô tả khoa học đầu tiên năm 1906.